# Cyclocross-Weltmeisterschaften 1989
Die Cyclocross-Weltmeisterschaften 1989 wurden am 28. und 29. Januar im französischen Pontchâteau ausgetragen.

## Ergebnisse

### Profis
| Platz | Land        | Sportler            |
| ----- | ----------- | ------------------- |
| 1     | Belgien     | Danny De Bie        |
| 2     | Niederlande | Adrie van der Poel  |
| 3     | Frankreich  | Christophe Lavainne |

### Amateure
| Platz | Land             | Sportler        |
| ----- | ---------------- | --------------- |
| 1     | Tschechoslowakei | Ondrej Glajza   |
| 2     | Tschechoslowakei | Radomír Šimůnek |
| 3     | Schweiz          | Roger Honegger  |

### Junioren
| Platz | Land        | Sportler            |
| ----- | ----------- | ------------------- |
| 1     | Niederlande | Richard Groenendaal |
| 2     | Frankreich  | Emmanuel Magnien    |
| 3     | Italien     | Chris Bertotti      |

## Weblink
- UCI Cyclo-cross World Championships Race History

Koordinaten: 47° 26′ 32″ N, 2° 5′ 9″ W